# Élections sénatoriales françaises de 1977
Cet article fournit un résumé des résultats des élections sénatoriales françaises de 1977 qui ont eu lieu le 25 septembre 1977.

## Résultats

### Sièges par groupe
|                        |                                                                                       |        |  |  |  |  |
| Groupes parlementaires | Groupes parlementaires                                                                | Sièges |  |  |  |  |
|                        | Groupe socialiste (SOC)                                                               | 62     |  |  |  |  |
|                        | Groupe de l'Union Centriste des Démocrates de Progrès (UCDP)                          | 61     |  |  |  |  |
|                        | Groupe de l'Union des Républicains et des Indépendants (UREI)                         | 52     |  |  |  |  |
|                        | Groupe du Rassemblement pour la République (RPR)                                      | 33     |  |  |  |  |
|                        | Groupe de la Gauche démocratique (GD)                                                 | 26     |  |  |  |  |
|                        | Groupe communiste (COM)                                                               | 23     |  |  |  |  |
|                        | Groupe des Républicains Indépendants d'Action Sociale (RIAS)                          | 15     |  |  |  |  |
|                        | Formation des Sénateurs Radicaux de Gauche (SRG)                                      | 14     |  |  |  |  |
|                        | Réunion administrative des sénateurs ne figurant sur la liste d'aucun groupe (RASNAG) | 9      |  |  |  |  |
|                        |                                                                                       |        |  |  |  |  |
| Total                  | Total                                                                                 | 295    |  |  |  |  |

## Président du Sénat
M. Alain Poher, élu le 3 octobre 1977
| Candidat             | Candidat             | Département d’élection | Parti                | Voix | %     |
| -------------------- | -------------------- | ---------------------- | -------------------- | ---- | ----- |
|                      | Alain Poher          | Val-de-Marne           | UCDP                 | 192  | 68,33 |
|                      | Marcel Brégégère     | Dordogne               | SOC                  | 65   | 23,13 |
|                      | Fernand Lefort       | Seine-Saint-Denis      | COM                  | 23   | 8,19  |
|                      | Jean Lecanuet*       | Seine-Maritime         | UCDP                 | 1    | 0,36  |
|                      |                      |                        |                      |      |       |
| Votes exprimés       | Votes exprimés       | Votes exprimés         | Votes exprimés       | 281  | 97,91 |
| Votes blancs ou nuls | Votes blancs ou nuls | Votes blancs ou nuls   | Votes blancs ou nuls | 6    | 2,09  |
| Votants              | Votants              | Votants                | Votants              | 287  | 100   |
| * Non candidat       |                      |                        |                      |      |       |